# DWS 39
DWS 39 (Dispenser Weapon System för Saab 39), svensk beteckning 600 kg bombkapsel 90, kort BK 90, är en tysktillverkad (av DASA) multipelbomb, eller inom flygvapnet kallad bombkapsel, som ingick i JAS 39 Gripens beväpningsalternativ. Det är en vidareutvecklad variant av DWS 24 (Dispenser Weapon System 24 tuber) som alltså har 24 utskjutningstuber (12 per sida) men som anpassats för JAS 39 Gripen och uppgraderats för att hålla 3 stridsladdningar per tub (till skillnad från originalets 2 per tub). Maximalt kan den bära 72 multipelstridsdelar.
Stridsdelarna i sin tur kan vara av två typer (eller en blandning av dessa i samma kapsel): MJ1 (4 kg), splitterladdningar med zonrör som detonerar i luften ovanför målområdet; samt MJ2 (18 kg), granater med riktad sprängverkan, som kan användas mot pansarmål.
Till skillnad från äldre typer kräver inte DWS 39 att flygplanet passerar målområdet, istället kan kapseln släppas och glidflyga upp till 10 km (vid fällning från 50 meters höjd i hastighet mach 0,9) i planets färdriktning eller 5 km åt sidan. Under glidflygningen navigerar kapseln med hjälp av tröghetsnavigering och höjdkännande radar mot det förutbestämda målet.
Det effektiva målområdet mäter cirka 250 meter på bredden och mellan 300 och 400 meter på längden. Tack vare de olika stridsdelarna kan den användas mot både mjuka mål, det vill säga marktrupper och icke bepansrade fordon, och mot pansarfordon.
DWS 39 har funktioner som ska minimera risken för blindgångare och helt eliminera risken för fungerande blindgångare. De delar som inte exploderar senast vid nedslaget har inbyggda självförstörings- och självdeaktiveringsmekanismer som gör att de förstör sig själva på mindre än en minut. Om detta inte fungerar töms de på elektricitet och blir därmed ofarliga att hantera. Systemet har även byggts upp enligt "svagaste länken"-principen så att extra känsliga delar har placerats som mekaniska säkringar på olika platser. Utsätts systemet för något som skulle kunna skada det så går dessa säkringar sönder och hela systemet slutar fungera.
DWS 24 är tänkt att ingå i vapensystemet för Eurofighter Typhoon.

## Bombkapsel 90
Den officiella benämningen inom svenska flygvapnet är Bombkapsel 90 (BK90) eller Mjölner, efter den nordiska åskguden Tors hammare med samma namn.
Bombkapsel 90 ligger för närvarande i förråd, och har aldrig använts. Sverige har antagit en resolution att utfasa klusterammunition, även kallat multipelvapen på grund av att denna vapentyp lämnar stora mängder oexploderad ammunition (OXA) som förblir aktiv och utgör en risk för civila. Regeringen var även tydlig med att särskilja att bombkapsel 90 var just en bombkapsel, inte ett multipelvapen, och att den utformats specifikt för att inte utgöra någon risk för civila vilket i sin tur var anledningen till att multipelbomber förbjuds.  Regeringskansliet meddelade i en pressrelease den 26 april 2012 att man ratificerat konventionen om klusterammunition (CCM).[uppföljning saknas]

## Konstruktion och funktion
En multipelbomb kan jämföras med en hink med små bomber i, när den utlöses så öppnas den och innehållet faller ut okontrollerat. Varje substridsdel i bombkapsel 90 har ett eget eldrör, ett elektroniskt kontrollsystem med mera. Kapseln kan närmast liknas vid ett litet flygplan med ett antal kanonrör riktade nedåt. Liknande vapen finns utomlands men klassas där inte separat från multipelvapen.
Vid armering startas varje substridsdel, och en självdiagnostik påbörjas för att utvärdera om alla delar i systemet och om varje substridsdel fungerar korrekt. Batteriet har batterisyran i en glasampull. Vid armering spräcks glasampullen av en liten krutladdning och batterisyra flödar ut över anod och katod. Batteriet som nu aktiverats är konstruerat på ett sätt så att det förstör sig själv på mycket kort tid även om ingen ström används av elektroniken, bland annat genom att ett motstånd kopplats rakt över polerna i batteriet så att energin snabbt förbrukas, och genom att det fräter sönder sina egna metallplattor (anod och katod) på ett antal dagar. Det innebär att efter några dagar har alla batterier förstört sig själva oavsett vad som händer. Detta är ytterligare en av de aspekter som byggts in i konstruktionen for att eliminera risken för aktiv oexploderad ammunition, något som saknas i många andra vapen.
När kapseln nått sitt målområde flyger den över området på en förutbestämd höjd. En lucka faller bort och utskjutningsrören exponeras. Varje utskjutningsrör kontrolleras individuellt av kapselns styrdator. Styrdatorn beslutar när varje salva av substridsdelar skall skjutas ut för att fördela granaterna (substridsdelarna) över det programmerade målområdet. Då tänds en drivladdning bakom substridsdelen i utskjutningsröret och substridsdelen skickas iväg. 
En explosiv substridsdel kan antingen vara inställd att känna efter när den slår ner, eller att använda ett zonrör för att upptäcka när den närmar sig marken och detonera på en bestämd höjd. En substridsdel som inte känner av ett nedslag fattar beslut om självdestruktion. Om en substridsdel inte fungerat korrekt kan den aldrig börja fungera efteråt, den har inte fått de korrekta armerings- och avfyrningsindikationerna som krävs för att medge funktion. Om någon komponent, vilken som helst, skadats så är systemet uppbyggt så att alla skador och alla fel leder till att substridsdelen slutar fungera.
Pansarvärnssubstridsdelarna kommer efter utskjutning att fälla ut två vingar som får den att falla mot marken i en spiralformad bana. Den börjar söka av målområdet för att hitta pansarfordon eller motsvarande. Med flera sensorer, bland annat en laser som ger en 3d-avbildning, utvärderar den alla möjliga mål för att utesluta allt som inte är ett korrekt mål. När den hittat ett mål och fattat beslut att angripa det målet väntar den tills den roterat ytterligare ett varv. När den åter igen är riktad rakt mot målet detonerar den, vilket skickar en enda genomslagskropp mot målet. Genomslagskroppen slår igenom taket på pansarfordonet och slår ut det med en hög verkanssannolikhet. Hittar den inget lämpligt mål fattar den beslutet att destruera sig.

## Data
|                                                                     | Skarp bombkapsel M90 (BK M90)                                  | Blind bombkapsel M90 (BLBK M90)           |
| Utseende                                                            | Utseende                                                       | Utseende                                  |
| ------------------------------------------------------------------- | -------------------------------------------------------------- | ----------------------------------------- |
| Färg                                                                | FS 36373 Grå (Gripen) FS 34092 Grön (Viggen)                   | vit med grönt streck mellan kropp och nos |
| Längd                                                               | 3502 mm                                                        | 3502 mm                                   |
| Bredd (med vingar/roder)                                            | 1000 mm                                                        | 1000 mm                                   |
| Höjd (med vingar/roder)                                             | 593 mm                                                         | 593 mm                                    |
| Statistik                                                           |                                                                |                                           |
| Totalvikt                                                           | 605 kg (+/- 12 kg)                                             | 598 kg (+/- 10 kg)                        |
| Noskon                                                              | 10 kg                                                          | 10 kg                                     |
| Tyngdpunktsläge i x-led (räknat från ett läge 500 mm framför nosen) | 2274 mm /+/- 10 mm)                                            | 2281 mm /+/- 10 mm)                       |
| Rörelsemoment kring x-axeln                                         | 25 kgm2 (+/- 2 kgm2)                                           | 25 kgm2 (+/- 50%)                         |
| Tyngdpunktsläge i y-led (räknat från geometriskt centrum)           | 0 mm /+/- 5 mm)                                                | 0 mm /+/- 5 mm)                           |
| Rörelsemoment kring y-axeln                                         | 268 kgm2 (+/- 10 kgm2)                                         | 268 kgm2 (+/- 20%)                        |
| Tyngdpunktsläge i z-led (räknat från geometriskt centrum)           | 4 mm /+/- 5 mm)                                                | 4 mm /+/- 5 mm)                           |
| Rörelsemoment kring z-axeln                                         | 283 kgm2 (+/- 10 kgm2)                                         | 283 kgm2 (+/- 20%)                        |
| Konstruktion                                                        |                                                                |                                           |
| Noskon                                                              | av glasfiberarmerad plast utan elektronik                      | av glasfiberarmerad plast utan elektronik |
| Mittsektion                                                         | aluminiumlåda med 6 st utskjutningsmoduler och aluminiumvingar | blind stållåda med stålvingar             |
| Guidance control power pack (GCP pack)                              | chassi med elektronikenheter                                   | chassi utan enheter                       |
| Hängningsanordning                                                  | original                                                       | robustare konstruktion                    |
| Roderenhet                                                          | med elektronik                                                 | blind                                     |
| Roder                                                               | av aluminium och stomme                                        | av solitt stål                            |
| Antenn S/M                                                          | med elektronik                                                 | -                                         |

## Bakgrund och anledning till utveckling
Försvarsmakten har länge vägrat köpa in multipelvapen med motiveringen att det är en oacceptabel risk att använda ett system som skulle kunna lämna aktiv oexploderad ammunition (OXA). Det fanns fortfarande ett behov av ett vapensystem som kunde bekämpa ett stort antal pansarfordon som framrycker. Det fanns även ett behov av ett vapen med reducerat riskområde. Ett system med små substridsdelar har betydligt mindre riskområde för splitter än en vanlig minibomb. "Minibomb" är en gruppbeteckning för relativt små flygplansburna bomber, vanligtvis med en totalvikt på 100 - 250 kg.
Därför påbörjades ett projekt att tillsammans med en utländsk vapentillverkare utveckla ett system som kunde fälla ett 70-tal målsökande pansarvärnssubstridsdelar. Stora resurser satsades på att utforma varje detalj i systemet på ett sätt så att ingen aktiv OXA kunde lämnas kvar. Systemet fick benämningen 'bombkapsel' för att särskilja det från de utländska varianterna av multipelvapen, system som är ökända för att lämna aktiva substridsdelar efter anfallet. Detta beror bland annat på att substridsdelarna i multipelvapen, precis som konventionella granater, har en mekanisk utlösning. Multipelvapnens mekanism är ofta konstruerad för att inte deaktiveras, utan för att OXA ska ligga kvar som minor.
Resultatet är att varje komponent i systemet är utformad på ett sätt så att oavsett vilket fel som än kan uppstå, så kan en substridsdel aldrig detonera om den inte har fungerat som den ska. En aspekt är att alla substridsdelar utformats så att de aldrig kan detonera om de inte får en korrekt avfyrningsindikation. Om en trasig substridsdel skulle skjutas ut, slå ner och av någon osannolik händelse starta när den landat, då kan den aldrig detonera eftersom den inte fått en korrekt avfyrningsindikation. Det finns fler säkerhetsaspekter som byggts in i systemet för att tillse att civila aldrig utsätts för risk från OXA. Den exakta utformningen av systemet, och exakta detaljer om hur det säkerställts att ingen aktiv ammunition kvarlämnas är hemligstämplade.